# 思陵州
思陵州，唐朝时设置的州。
唐朝置，治所在今广西壮族自治区宁明县东南思陵。明朝初年，属思明府。洪武三年（1370年）废，二十一年复置。直隶广西承宣布政使司。辖境相当今广西壮族自治区宁明县南部地。清朝时，降为土州。